# Colombier-le-Cardinal
Colombier-le-Cardinal – miejscowość i gmina we Francji, w regionie Owernia-Rodan-Alpy, w departamencie Ardèche.
Według danych na rok 1990 gminę zamieszkiwało 201 osób, a gęstość zaludnienia wynosiła 80 osób/km² (wśród 2880 gmin regionu Rodan-Alpy Colombier-le-Cardinal plasuje się na 1426. miejscu pod względem liczby ludności, natomiast pod względem powierzchni na miejscu 1675.).